# وسیلشی
وسیلشی (به لاتین: Vasilați) یک سکونتگاه مسکونی در رومانی است که در شهرستان کالاراشی واقع شده‌است.